# Harold F. Levison
Pour les articles homonymes, voir Levison.
Harold F. Levison (né en 1959) est un planétologue américain spécialiste de la dynamique des planètes. Il a été partisan de la distinction entre ce que l'on désigne planète naines et les huit autres planètes du Système solaire fondé sur l'incapacité à procéder au nettoyage du voisinage d'une orbite, bien que sa proposition utilisait les termes unterplanet et überplanet et usait du mot « naine » pour autre chose. Il est le co-auteur de SWIFT, un logiciel d'intégration symplectique couramment utilisé pour la simulation planétaire sur des périodes en milliards d'années.
L'astéroïde (6909) Levison a été nommé en son honneur.